# 哈勒姆鎮區 (伊利諾伊州斯蒂芬森縣)
哈勒姆鎮區（英語：Harlem Township）是位於美國伊利諾伊州斯蒂芬森縣的一個行政鎮區。

## 地方資料
根據2010年美國人口普查的數據，哈勒姆鎮區的面積為81.60平方千米，當中陸地面積為81.40平方千米，而水域面積為0.20平方千米。當地共有人口2194人，而人口密度為每平方千米26.89人。